# Cathédrale Sainte-Marie de Kingston
Cette  cathédrale n’est pas la seule cathédrale Sainte-Marie.
La cathédrale Sainte-Marie de Kingston ou dans sa forme complète : cathédrale Sainte-Marie-de-l'Immaculée-Conception de Kingston (en anglais : St. Mary's Cathedral, ou cathedral of Saint Mary of the Immaculate Conception) est une cathédrale catholique située au Canada dans la province de l'Ontario, dans la ville de Kingston. Elle est la cathédrale du diocèse de Kingston.

## Historique
Conçue par l'architecte James R. Bowes, sa construction a commencé en 1842 en utilisant du travail bénévole et du calcaire extrait sur le site. Elle a été officiellement ouverte en 1848. 
Elle a été largement agrandie en 1889 selon les plans de Joseph Connolly, un architecte irlando-canadien, avec l'érection de trois tours remplaçant l'unique tour précédente.
Il est possible de monter jusqu'à une partie élevée de la tour centrale qui est l'une des plus hautes structures de Kingston.

## Dimensions
Les dimensions de l'édifice sont les suivantes :
- hauteur sous voûte : 27,4 m ;
- longueur : 64 m ;
- hauteur de la tour centrale : 73,8 m ;

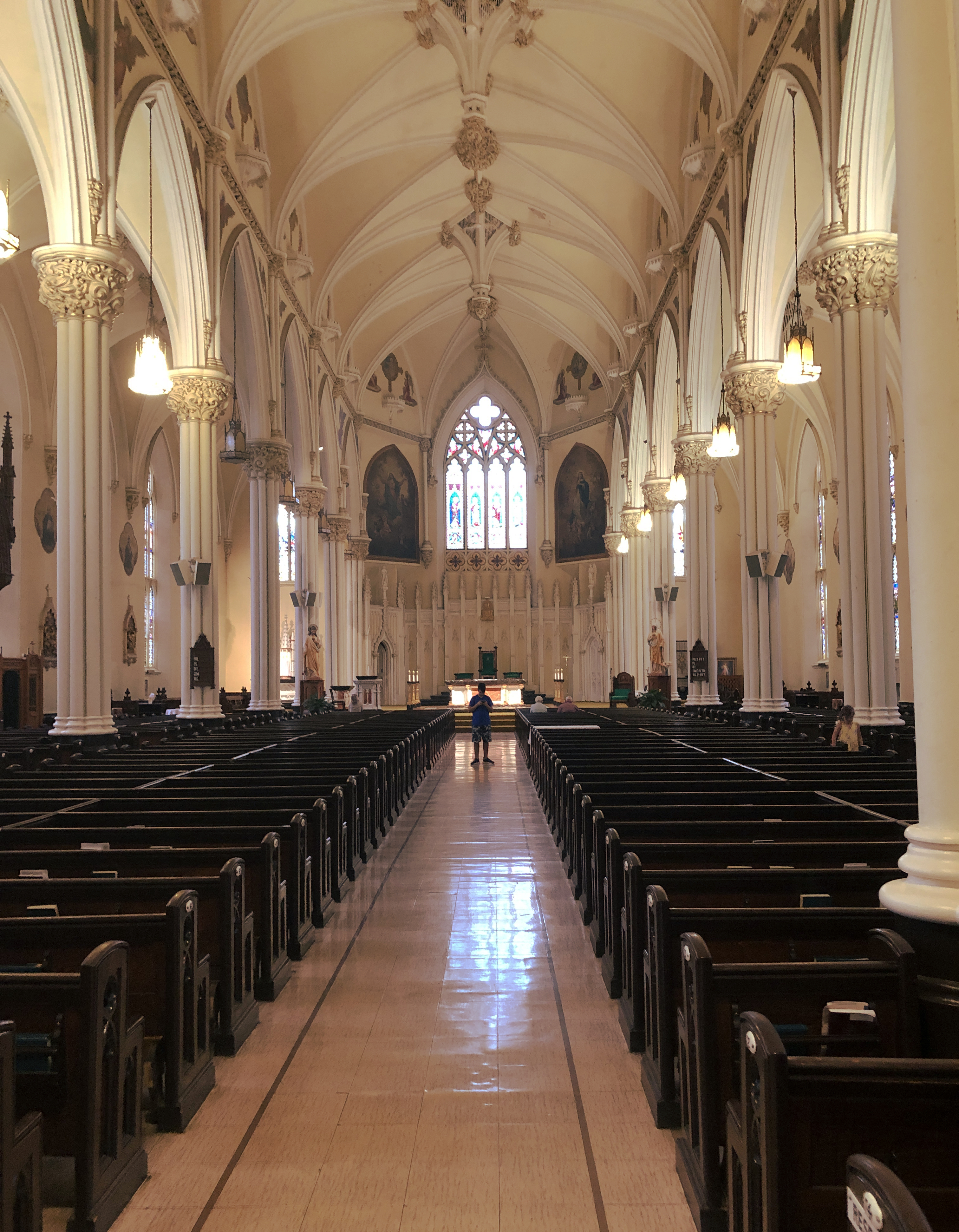
Intérieur de la cathédrale.

- largeur : 26,8 m.